# Niewiadów (gromada)
Niewiadów – dawna gromada, czyli najmniejsza jednostka podziału terytorialnego Polskiej Rzeczypospolitej Ludowej w latach 1954–1972.
Gromady, z gromadzkimi radami narodowymi (GRN) jako organami władzy najniższego stopnia na wsi, funkcjonowały od reformy reorganizującej administrację wiejską przeprowadzonej jesienią 1954 do momentu ich zniesienia z dniem 1 stycznia 1973, tym samym wypierając organizację gminną w latach 1954–1972.
Gromadę Niewiadów siedzibą GRN w Niewiadowie utworzono – jako jedną z 8759 gromad na obszarze Polski – w powiecie brzezińskim w woj. łódzkim, na mocy uchwały nr 29/54 WRN w Łodzi z dnia 4 października 1954. W skład jednostki weszły obszary dotychczasowych gromad Bronisławów, Lipianki, Łominy, Niewiadów, Wykno i Zaosie ze zniesionej gminy Ciosny w powiecie brzezińskim, a także obszar dotychczasowej gromady Młynek oraz obszary lasów państwowych leśnictw Subina i Leszczyny wraz z terenami P.K.P. (z wyłączeniem gajówek Subina i Leszczyny oraz leśniczówek Subina i Leszczyny) z dotychczasowej gromady Zagórze ze zniesionej gminy Budziszewice w powiecie rawskim. Dla gromady ustalono 17 członków gromadzkiej rady narodowej.
Gromada przetrwała do końca 1972 roku, czyli do kolejnej reformy gminnej.